# 2011-es ománi tüntetések

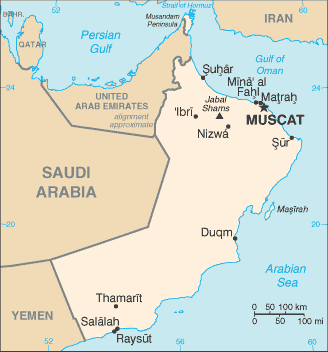
Omán térképe

A 2011-es ománi tüntetések azután robbantak ki, hogy a „jázminos forradalom” 2011. január 14-én megbuktatta Ben Ali tunéziai elnököt, február 11-én Hoszni Mubárak egyiptomi államfőt lemondásra kényszerítette a forradalmi tömeg, polgárháború tört ki Líbiában és a tiltakozáshullám a Perzsa-öbölbe is eljutott a bahreini felkelés formájában.

## Előzmények
Ománt 1970 óta Kábúsz szultán irányítja, aki nyitott a külföld felé és sokat tett az ország modernizációjáért, ám a politikai rendszert a különböző reformok ellenére mindmáig abszolutisztikusan irányítja. Az 1990-es években létrehozott kétkamarás madzslisz, amely a választott Súrából és az Államtanácsból áll, csupán tanácsadói jogkörrel rendelkezik. Pártok nem működhetnek.
Omán olajtermelő állam, de nem tagja az OPEC-nek. A szomszédos államokkal, beleértve a Perzsa-öböl túlpartján fekvő Iránt is, harmonikus viszonyra törekszik, de az Amerikai Egyesült Államokkal is baráti kapcsolatokat ápol.

## Tüntetések

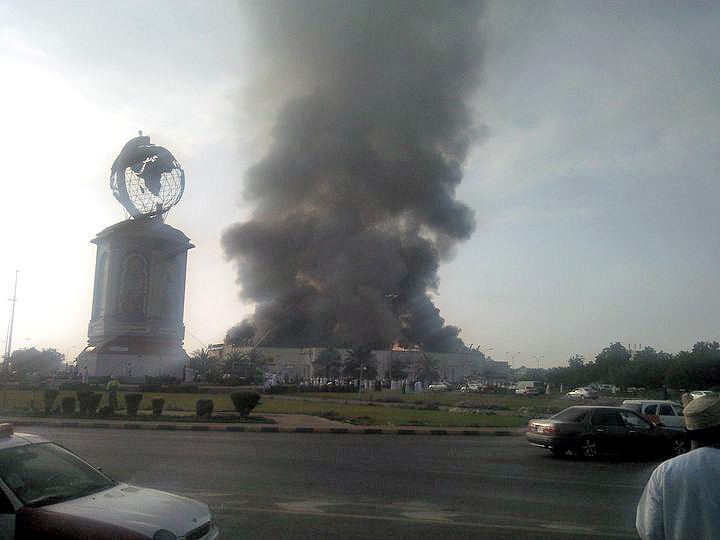
A február 28-án felgyújtott Lulu (Gyöngy) szupermarket Szohárban

Az arab világban történt változások hatására február 19-én, szombaton kisebb demonstráció alakult ki Maszkatban, amely tiltakozott a megélhetés növekvő költségei miatt, a korrupció letörésére buzdított és a szabadabb médiáért szállt síkra. A kormányzat hozott néhány rendelkezést, ez azonban nem bizonyult elegendőnek, ezért február 26-án, szombaton politikai reformokat követelő tüntetés kezdődött az ország legjelentősebb iparvárosában, az északkeleti Szohárban. (Pénteken kisebb tüntetés alakult ki a déli Szalálában is.) Kábúsz szultán erre leváltott hat minisztert, ami azonban nem csillapította le a kedélyeket: a demonstráció másnap, február 27-én is folytatódott. A rendőri erők megkezdték a mintegy 2000 tüntető feloszlatását. A hivatalos források szerint könnygázt, gumibotokat és gumilövedékeket használtak a szembeszegülő tüntetők ellen. Az uralkodó közben ígéretet tett 50 000 munkahely megteremtésére, illetve a munkanélküliségi juttatások felemelésére havi kb. 390 dollárra. Egyúttal bejelentette, hogy megvizsgáltatja a Súra nevet viselő, választott tanácsadó testület törvényhozó hatalomban való részesítésének lehetőségét is.
A vasárnapi összecsapások a hivatalos források szerint egy, kórházi források szerint viszont kettő vagy hat tüntető életét követelték. Február 28-án, hétfőn így folytatódott a tiltakozás Szohárban, ahonnan kivonultak a biztonsági erők, lezárva a városba vezető utakat. A tüntetők a híradások szerint így zavartalanul felgyújtottak és kifosztottak egy bevásárlóközpontot és megrohantak egy rendőrségi épületet, illetve körbevették az iparterületet, amelyhez a város kikötője is tartozik. A jelentések szerint a demonstráció nem okozott fennakadást az olajkivitelben.
Másnap, március 1-jén a hadsereg alakulatai vonultak Szohárba, ahol a levegőbe leadott lövésekkel feloszlatták az iparterületet lezáró tüntetőket, akik a felgyújtott bevásárlóközpont közelébe, a Földgömb körforgalomhoz vonultak. Szemtanúk szerint egy ember megsérült a lövésektől. Később páncélozott járművek vonultak a körforgalomhoz, biztosítva a teret, ahonnan addigra már eltűnt a néhány száz tüntető. A demonstrációk, ülősztrájkok azonban tovább folytatódtak Szohárban és a fővárosban, Ománban is, illetve átterjedtek az olajkitermelés központja, Hajma vidékére. Az olajipari dolgozók további kormányzati beruházásokat követeltek a szektorban. Újabb engedmény gyanánt a szultán március 5-én, szombaton újabb három kormánytagot váltott le: a királyi udvar miniszterét és főtitkárát, valamint a szultáni hivatalért felelős minisztert. A tüntetők továbbra is kitartanak amellett, hogy támogatják a szultánt, csupán a korrupció ellen akarnak fellépni. Mivel a szohári és maszkati békés tüntetéseknek így sem szakadt vége, a szultán március 7-én, hétfőn jelentős kormányátalakításra adott parancsot. A szohári és maszkati tüntetések ezután is folytatódtak, mire március 13-án, vasárnap az uralkodó gyökeres változást idézett elő a politikai életben: törvényhozó hatalmat adott a madzslisznak.

## Külföldi reakciók
Az amerikai külügyminisztérium szóvivője bejelentette, hogy az Egyesült Államok diplomáciája kapcsolatba lépett az ománi kormányzattal, amit visszafogott fellépésre és az ellentétek párbeszéd útján történő rendezésére kért. A helyzet stabilizálása érdekében március 10-én az olajtermelő öböl menti államok 10-10 milliárd dolláros segélyt szavaztak meg Ománnak és a tüntetések által szintén érintett Bahreinnek, amit lakásépítésre és infrastruktúrafejlesztésre fordíthatnak.